# Sagas de los tiempos antiguos
Las Sagas de los tiempos antiguos o sagas legendarias (nórdico antiguo: fornaldarsögur) son un conjunto de obras en prosa que forman en sí mismas un género literario dentro de la tradición de las sagas islandesas. Aparecieron principalmente durante los siglos XIII y XVI en Islandia, teniendo gran difusión en Dinamarca durante el siglo XIX. Justamente a la edición decimonónica deben su nombre, cuando fueron categorizadas por el estudioso Carl Christian Rafn al no saber encajarlas en los géneros ya conocidos.

## Lista de sagas

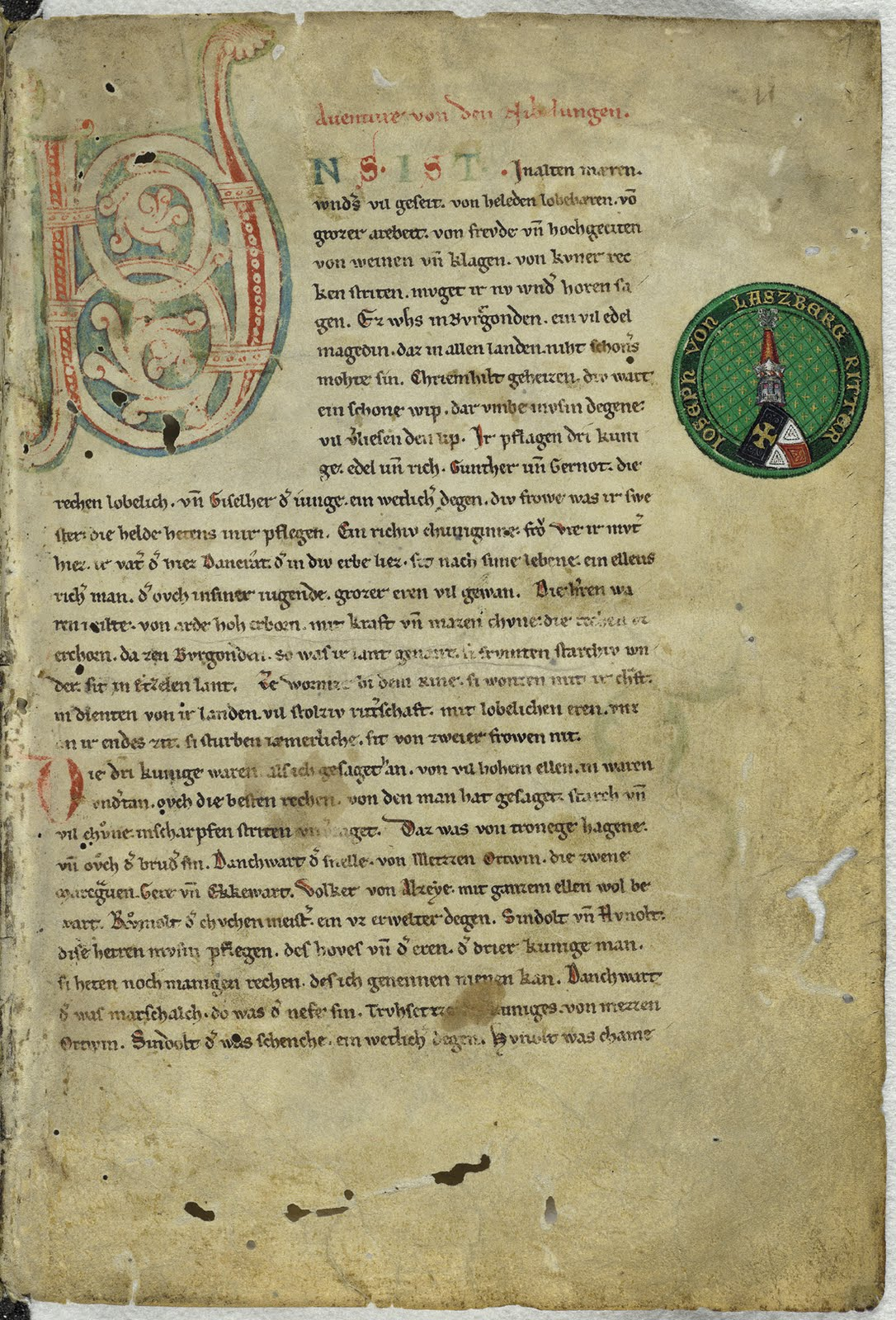
Un folio del manuscrito de la Saga Volsunga.

| - Áns saga bogsveigis - Ásmundar saga kappabana - Bósa saga ok Herrauðs - Egils saga einhenda ok Ásmundar berserkjabana - Eireks saga víðförla - Frá Fornjóti ok hans ættmönnum - Friðþjófs saga hins frœkna - Gautreks saga - Gríms saga loðinkinna | - Saga de Göngu-Hrólfs - Hálfdanar saga Brönufóstra - Hálfdanar saga Eysteinssonar - Hálfs saga ok Hálfsrekka - Hervarar saga ok Heiðreks - Hjálmþés saga ok Ölvis - Hrólfs saga Gautrekssonar - Hrólfs saga kraka - Hrómundar saga Gripssonar - Illuga saga Gríðarfóstra | - Ketils saga hœngs - Saga de Örvar-Oddr - Ragnars saga loðbrókar - Sturlaugs saga starfsama - Sögubrot af nokkrum fornkonungum - Sörla saga sterka - Völsunga saga - Yngvars saga víðförla - Þorsteins saga Víkingssonar |

## Þættir (cuentos cortos)
- Helga þáttr Þórissonar
- Norna-Gests þáttr
- Ragnarssona þáttr
- Sörla þáttr
- Tóka þáttr Tókasonar
- Völsa þáttr
- Þorsteins þáttr bæjarmagns